# Колонија Ферокарил (Тала)
Колонија Ферокарил (шп. Colonia Ferrocarril) насеље је у Мексику у савезној држави Халиско у општини Тала. Насеље се налази на надморској висини од 1303 м.

## Становништво
Према подацима из 2010. године у насељу је живело 5 становника.

### Хронологија
| Година       | 2000         | 2005         | 2010 |
| ------------ | ------------ | ------------ | ---- |
| Становништво | 41 (25 / 16) | 25 (13 / 12) | 5    |

### Попис
| # | Индикатор                     | Вредност |
| - | ----------------------------- | -------- |
| 1 | Укупно домаћинстава           | 12       |
| 2 | Укупно насељених домаћинстава | 1        |
| 3 | Величина локације             | 1        |